# Jim Hawkins

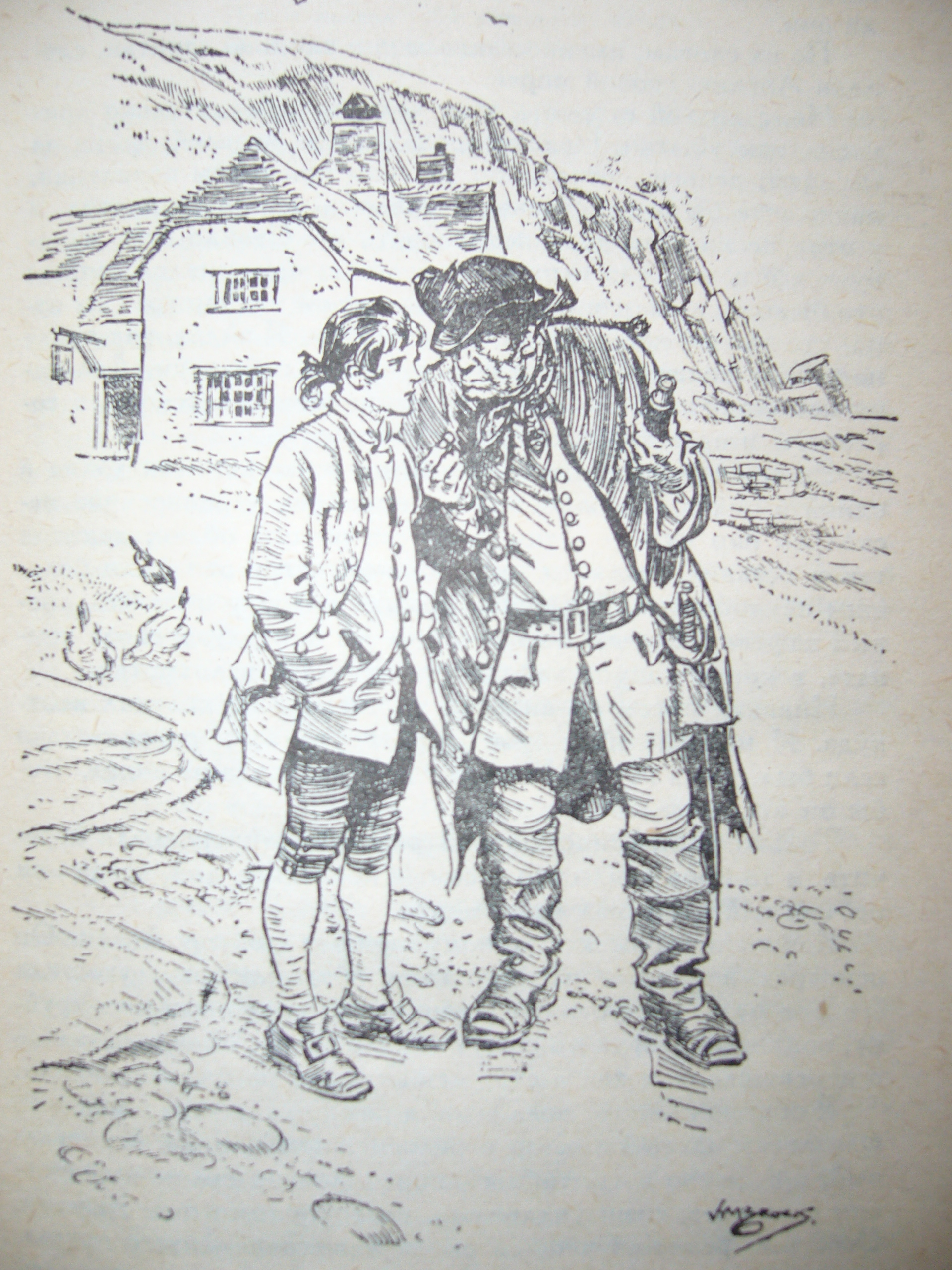
Jim y Billy.

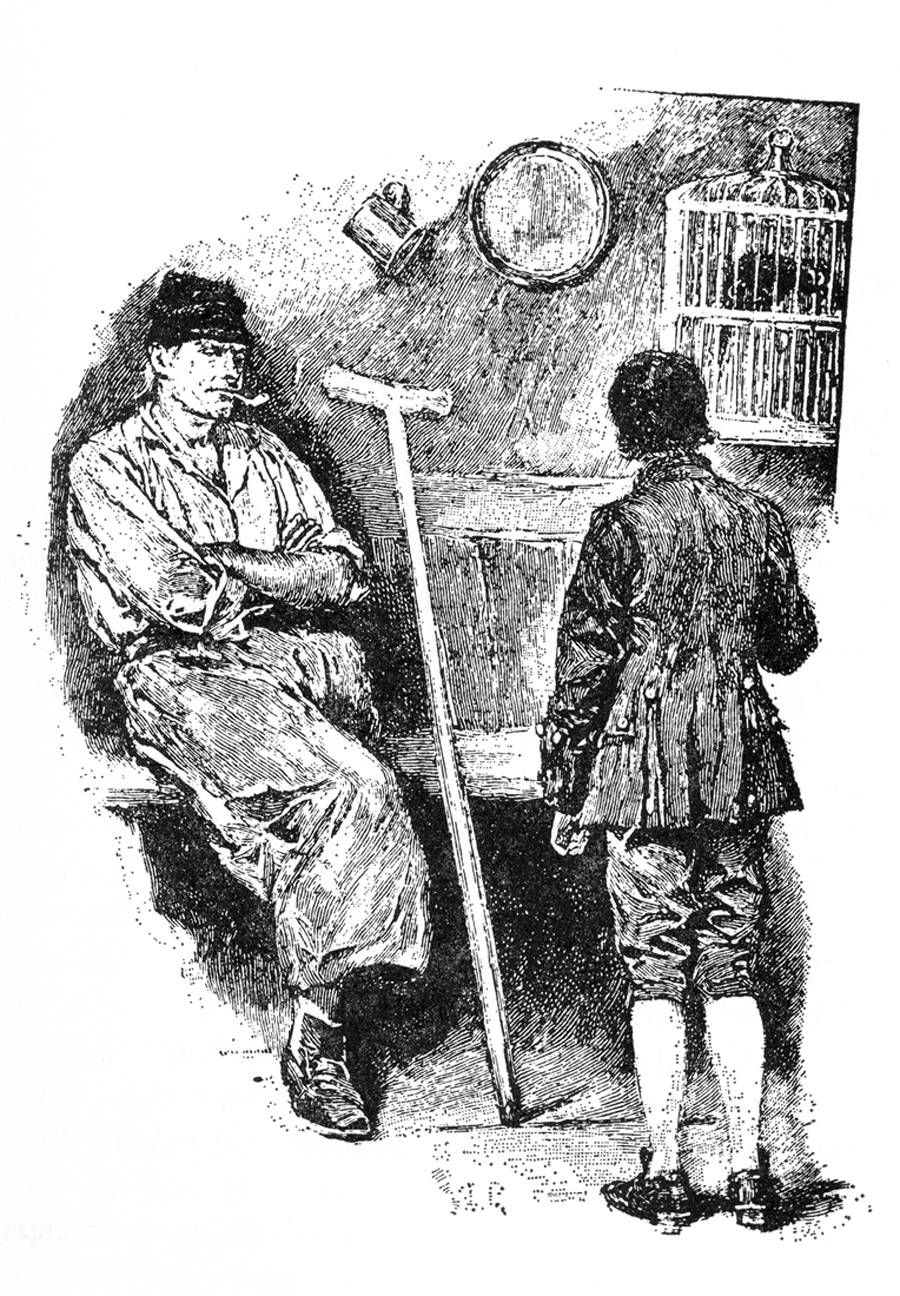
Jim frente a Silver.

Jim Hawkins es un personaje ficticio creado por el escritor escocés Robert Louis Stevenson. Es el protagonista y narrador de la novela en idioma inglés La isla del tesoro, publicada en 1883. 
Jim es un chico que participa activamente en todos los eventos de la historia. En el principio, vive con su madre, que es propietaria de la posada. Es el primero en hacerse amigo del pirata Billy Bones ("Capitán"), para encontrar el mapa del tesoro. 
También será sólo él quien averigüe el intento de motín en el barco y la conspiración promulgado por Long John Silver; luego encontrará a Ben Gunn en la isla para reunirse y luchar contra el pirata feroz Israel Hands. Tendrá finalmente una relación con Silver ambivalente, incluso después de que manifieste abiertamente sus verdaderas intenciones.
De carácter aventurero, es un tipo lleno de coraje, iniciativa, ingenio y capacidad de adaptación.

## Historia
Jim Hawkins es el joven hijo de un  tabernero. Un día llega un marinero borracho llamado Billy Bones y se instala como un inquilino de largo plazo. Tras su muerte y el descubrimiento de un mapa del tesoro, el muchacho se va a hablar con el propietario Trelawnay y el doctor Livesey a pedir consejo.
Inmediatamente planean preparar un velero para ir juntos en la búsqueda del tesoro. A bordo del barco Jim es testigo de las maquinaciones secretas del cocinero del barco, Long John Silver, y va a dar la alarma. Una vez en la isla el chico se las arregla para escapar del control de Silver y se adentra en el monte, donde se encuentra con un náufrago superviviente de la tripulación de intrépido Capitán Flint, llamado Ben Gunn. 
El marinero, que llevaba allí aislado más de tres años, ayuda a bobin contra el resto de los piratas. Al regresar de amigos y colegas que permanecieron fieles al capitán barba colgada, luego escabullirse sobre la cerca y el uso de la embarcación Ben izada en el barco estaba casi totalmente desatendida y se enfrenta al peligro Israel: defender una punzada de éstos le debe disparar. 
De vuelta al fuerte, sin embargo, no se ha instalado el equipo de Silver y es tomado prisionero. Sin embargo, la defiende ferozmente de otros que quieren a él o al menos la tortura, con el fin de extraer información valiosa. Por último, encontrar el tesoro y derrotar a los piratas; de esta manera, logrará regresar a su verdadero hogar.